# Pseudagrion basicornu
Pseudagrion basicornu är en trollsländeart som beskrevs av Schmidt in Ris 1936. Pseudagrion basicornu ingår i släktet Pseudagrion och familjen dammflicksländor. Inga underarter finns listade i Catalogue of Life.